# Heteronutarsus
Heteronutarsus — род насекомых из семейства Eremiaphilidae отряда богомоловых, объединяющий 4 вида нелетающих пустынных богомолов. Тело небольшое, коренастое с длинными ногами и сильно укороченными крыльями.

## Внешний вид и строение
Бескрылые или короткокрылые богомолы, их тело короткое. Окрас совпадает с окраской песка или пород в среде их обитания. Голова небольшая с овальными глазами. Переднеспинка длиннее или такая же как ее ширина. Крылья сильно укорочены. Голени средних и задних ног на верхушке с толстыми шипами, коготки удлиненные — приспособление для перемещения по песку.
Виды рода Heteronutarsus единственные среди богомолов имеют 4-членниковые лапки на передних конечностях и 3-членниковые на задних и средних, вместо 5-членниковых. Также это единственные богомолы, коготки которых разной длины.

## Образ жизни
Биология изучена слабо, но, вероятно, подобна таковой богомолов близкого рода Eremiaphila. Обитатели песчаных и каменистых пустынь или полупустынь. Активны днем, ночью или в сумерках. Охотятся на живую добычу, но могут питаться и падалью.
Линяют лежа на поверхности почвы, высвобождаются из старого экзувия с помощью ходильных ног.
Размножаются половое или с помощью партеногенеза. Самка откладывает оотеку в углубление в почве, которое роет с помощью твердого щитка с двумя лопастевидными выростами, расположенного на нижней поверхности шестого стернита. Далее она ходильными ногами засыпает ямку.

## Распространение
Встречаются в Северной Африке.

## Классификация
Род включает 4 вида:
- Heteronutarsus aegyptiacus Lefebvre, 1835
- Heteronutarsus albipennis Chopard, 1941
- Heteronutarsus arenivagus Chopard, 1955
- Heteronutarsus zolotarevskyi Chopard, 1940